# Luc van Dam

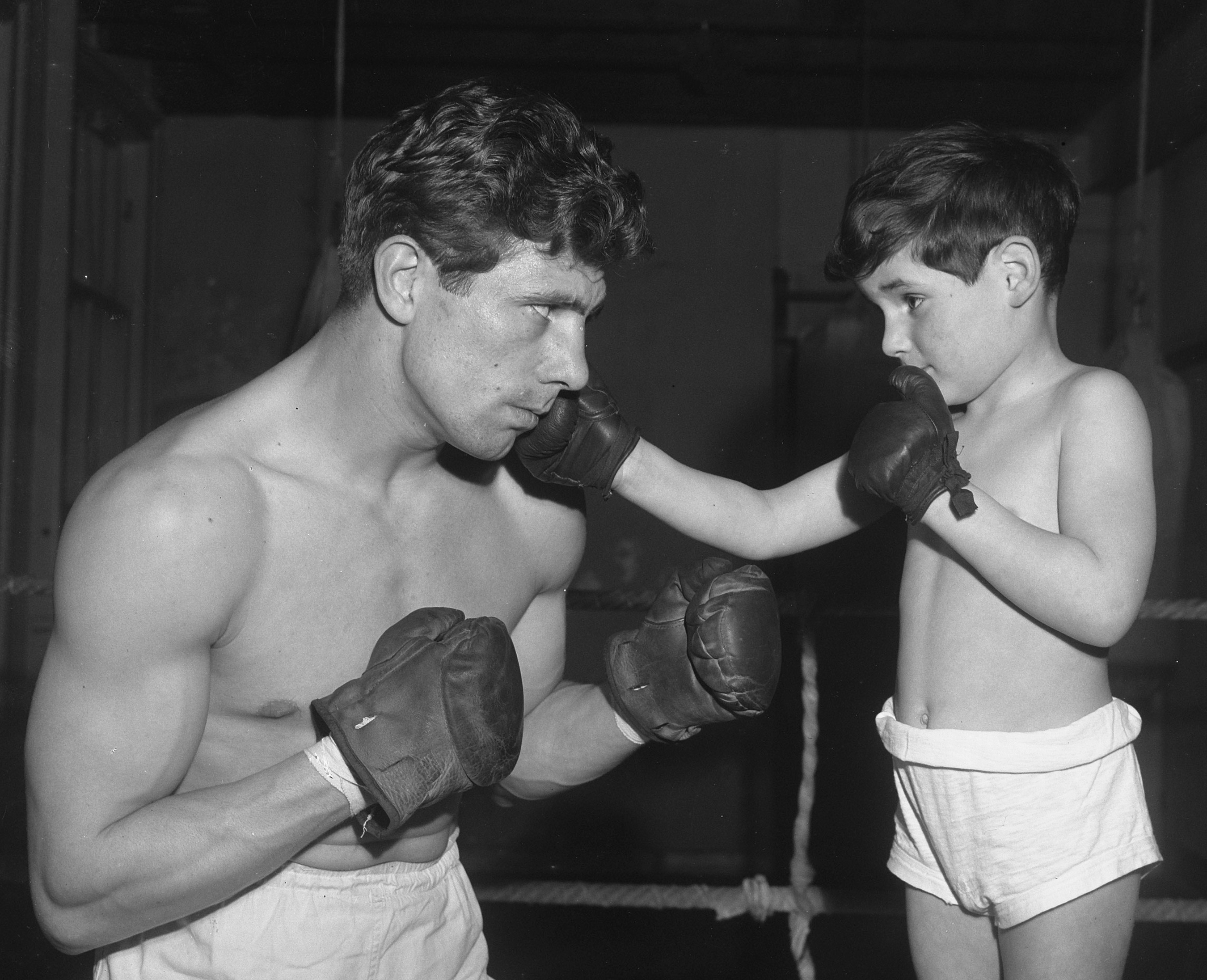
Luc van Dam met zoon in 1949

Luc van Dam (Schiedam, 23 oktober 1920 – Rotterdam, 21 juli 1976) was een Nederlands bokser. Hij was in de jaren veertig van de twintigste eeuw Nederlands kampioen in het middengewicht en stond bekend als een stilist; koelbloedig en snel.
Van Dam brak onder de vleugels van bokspromotor Theo Huizenaar al op jonge leeftijd door. In 1938 werd hij profbokser. Zijn eerste gevecht om het Nederlands kampioenschap middengewicht verloor hij, maar op 12 augustus 1940 zegevierde hij op punten tegen titelverdediger Leen Sanders. Een rematch enkele maanden later werd eveneens door Van Dam gewonnen. In de jaren die volgden behoorde hij tot de Europese top. Een gevecht om de Europese titel op 20 januari 1943 tegen de Duitser Jupp Besselmann verloor hij echter op punten. Nadat hij in 1941 zijn Nederlandse titel zonder te vechten afgegeven had, won hij deze in 1944 in een gevecht tegen Pierre Doorenbosch terug. In augustus 1945 verdedigde hij de titel succesvol tegen Willie Quentemeijer.
Na de oorlog brak Van Dam met zijn manager Huizenaar. Na op 31 mei 1947 zijn Nederlandse titel tegen Gerrit Lefebre met een technisch knock-out behouden te hebben, verloor hij deze op 10 augustus van dat jaar in een gevecht in het Stadion Feijenoord tegen voormalig olympisch kampioen Bep van Klaveren. Een maand later waren de rollen in het Olympisch Stadion in Amsterdam echter omgedraaid en heroverde Van Dam de titel op Van Klaveren. In een nieuwe poging Europees kampioen te worden verloor hij van de Belg Cyrille Delannoit op punten. Ook een derde poging ging de mist in; op 27 februari 1951 werd hij na slechts 48 seconden knock-out geslagen door de Brit Randy Turpin. Ruim twee maanden daarvoor was hij in een 'vriendschappelijke' partij tegen de wereldkampioen weltergewicht Sugar Ray Robinson eveneens knock-out geslagen.
Hoewel hij plannen had opnieuw om de Europese titel te vechten en hij in 1951 van verschillende gerenommeerde tegenstanders wist te winnen, besloot Van Dam na een verliespartij tegen de Fransman Claude Milazzo in januari 1952 zijn carrière te beëindigen. Hij was op dat moment nog Nederlands kampioen, nadat hij voor het laatst zijn titel succesvol verdedigd had tegen Job Roos op 7 november 1950. In 1956 was er sprake van een come-back. Een sterk verminderd zicht van het rechteroog deed hem echter besluiten niet in de ring terug te keren.
Van Dam overleed op 55-jarige leeftijd in een Rotterdams ziekenhuis aan kanker.